# Шанелль Схеперс
Шанелль Схеперс (англ. Chanelle Scheepers, нар. 13 березня 1984) — колишня південноафриканська тенісистка.

## Фінали турнірів WTA

### Одиночний розряд: 2 (1 титул, 1 поразка)
| Перемога                                     |
| -------------------------------------------- |
| Турніри Великого шолома (0–0)                |
| Турніри WTA Tour (0–0)                       |
| Tier I / Premier Mandatory & Premier 5 (0–0) |
| Tier II / Premier (0–0)                      |
| Tier III, IV & V / International (1–1)       |

| Результат | Ранг | Дата            | Турнір                                               | Покриття | Опонент              | Рахунок       |
| --------- | ---- | --------------- | ---------------------------------------------------- | -------- | -------------------- | ------------- |
| Перемога  | 1.   | 24 вересня 2011 | Guangzhou International Women's Open, Guangzhou, КНР | Тверде   | Магдалена Рибарикова | 6–2, 6–2      |
| Поразка   | 1.   | 20 липня 2014   | Swedish Open, Båstad, Швеція                         | Ґрунт    | Мона Бартель         | 3–6, 6–7(3–7) |

### Парний розряд: 5 (1 титул, 4 поразки)
| Легенда                                      |
| -------------------------------------------- |
| Турніри Великого шолома (0–0)                |
| Турніри WTA Tour (0–0)                       |
| Tier I / Premier Mandatory & Premier 5 (0–0) |
| Tier II / Premier (0–0)                      |
| Tier III, IV & V / International (1–4)       |

| Результат | Ранг | Дата           | Турнір                                            | Покриття    | Партнер           | Опоненти                         | Рахунок           |
| --------- | ---- | -------------- | ------------------------------------------------- | ----------- | ----------------- | -------------------------------- | ----------------- |
| Поразка   | 1.   | 18 жовтня 2009 | Japan Women's Open, Osaka, Японія                 | Тверде      | Абігейл Спірс     | Ліза Реймонд Чжуан Цзяжун        | 2–6, 4–6          |
| Поразка   | 2.   | 3 серпня 2012  | Washington Open, Washington, D.C., США            | Тверде      | Ірина Фалконі     | Аояма Сюко Чжан Кайчжень         | 5–7, 2–6          |
| Перемога  | 1.   | 25 травня 2013 | Internationaux de Strasbourg, Strasbourg, Франція | Ґрунт (red) | Дате-Крумм Кіміко | Кара Блек Марина Еракович        | 6–4, 3–4, [14–12] |
| Поразка   | 3.   | 22 лютого 2014 | Rio Open, Rio de Janeiro, Бразилія                | Ґрунт       | Юганна Ларссон    | Ірина-Камелія Бегу Марія Ірігоєн | 2–6, 0–6          |
| Поразка   | 4.   | 12 квітня 2014 | Copa Colsanitas Santander, Bogotá, Колумбія       | Ґрунт       | Ваня Кінг         | Лара Арруабаррена Каролін Гарсія | 6–7(5–7), 4–6     |

## Досягнення в одиночних змаганнях
| Турніри Великого шолома                |     |     |     |     |     |     |     |     |     |     |     |     |        |       |
| Відкритий чемпіонат Австралії з тенісу | LQ  | A   | LQ  | A   | A   | A   | 1р  | LQ  | 3р  | 1р  | 1р  | 1р  | 0 / 5  | 2–5   |
| Відкритий чемпіонат Франції з тенісу   | LQ  | A   | LQ  | A   | A   | LQ  | 1р  | 4R  | 2р  | 2р  | 1р  | 1р  | 0 / 6  | 5–6   |
| Вімблдонський турнір                   | LQ  | A   | LQ  | A   | A   | A   | LQ  | 1р  | 1р  | 1р  | 1р  | 2р  | 0 / 5  | 1–5   |
| Відкритий чемпіонат США з тенісу       | LQ  | A   | LQ  | A   | LQ  | LQ  | LQ  | 1р  | 3р  | 1р  | 2р  | 1р  | 0 / 5  | 3–5   |
| Перемоги-Поразки                       | 0–0 | 0–0 | 0–0 | 0–0 | 0–0 | 0–0 | 0–2 | 3–3 | 5–4 | 1–4 | 1–4 | 1–4 | 0 / 21 | 11–21 |

## Парний розряд performance timeline
| Турніри Великого шолома                |     |     |     |     |     |        |       |
| Відкритий чемпіонат Австралії з тенісу |     |     | 1р  | 2р  | 1р  | 0 / 3  | 1–3   |
| Відкритий чемпіонат Франції з тенісу   |     | 1р  |     | 1р  | 1р  | 0 / 3  | 0–3   |
| Вімблдонський турнір                   | 3р  | 2р  | 2р  | SF  |     | 0 / 4  | 8–4   |
| Відкритий чемпіонат США з тенісу       | 1р  | 1р  | 2р  | 1р  |     | 0 / 4  | 1–4   |
| Перемоги-Поразки                       | 2–2 | 1–3 | 2–3 | 5–4 | 0–2 | 0 / 14 | 10–14 |

## Фінали ITF

### Одиночний розряд: 18 (12–6)
| Турніри $100,000 |
| Турніри $75,000  |
| Турніри $50,000  |
| Турніри $25,000  |
| Турніри $10,000  |

| Результат | Ранг | Дата              | Турнір                                     | Покриття | Опонент               | Рахунок              |
| --------- | ---- | ----------------- | ------------------------------------------ | -------- | --------------------- | -------------------- |
| Перемога  | 1.   | 27 травня 2001    | Дурбан, ПАР                                | Тверде   | Lara Van Looyen       | 7–5, 6–2             |
| Перемога  | 2.   | 3 червня 2001     | Дурбан, ПАР                                | Тверде   | Lara Van Looyen       | 4–6, 6–3, 7–6(7–3)   |
| Перемога  | 3.   | 21 липня 2001     | Евансвіл, США                              | Тверде   | Крістен Шлукебір      | 6–1, 6–3             |
| Runner-Up | 1.   | 10 червня 2002    | Вадуц, Ліхтенштейн                         | Ґрунт    | Міріам Казанова       | 1–6, 3–6             |
| Runner-Up | 2.   | 17 червня 2002    | Ленцергайде, Швейцарія                     | Ґрунт    | Ева Бірнерова         | 5–7, 4–6             |
| Перемога  | 4.   | 14 жовтня 2002    | Маккай (місто), Австралія                  | Тверде   | Аманда Грем           | 7–6(8–6) 7–5         |
| Перемога  | 5.   | 22 лютого 2004    | Бенін-Сіті, Нігерія                        | Тверде   | Мегга Вакарія         | 6–1, 6–3             |
| Перемога  | 6.   | 29 лютого 2004    | Бенін-Сіті, Нігерія                        | Тверде   | Susanne Aigner        | 6–1, 4–6, 6–4        |
| Runner-Up | 3.   | 5 квітня 2004     | Торре-дель-Греко, Італія                   | Ґрунт    | Емма Лайне            | 6–3, 4–6, 0–6        |
| Runner-Up | 4.   | 17 червня 2004    | Петанж, Люксембург                         | Ґрунт    | Станіслава Грозенська | 7–6(14–12), 1–6, 4–6 |
| Runner-Up | 5.   | 10 жовтня 2004    | Лагос, Нігерія                             | Тверде   | Саня Мірза            | 6–4, 6–7, 5–7        |
| Перемога  | 7.   | 22 листопада 2004 | Преторія, ПАР                              | Тверде   | Lizaan Du Plessis     | 6–1, 6–3             |
| Перемога  | 8.   | 28 листопада 2004 | Преторія, ПАР                              | Тверде   | Karoline Borgersen    | 6–1, 6–3             |
| Runner-Up | 6.   | 4 червня 2007     | Гілтон-Гед-Айленд (Південна Кароліна), США | Тверде   | Анджела Гейнс         | 6–3, 2–6, 4–6        |
| Перемога  | 9.   | 11 червня 2007    | Аллентаун, США                             | Тверде   | Анджела Гейнс         | 6–2, 2–6, 6–1        |
| Перемога  | 10.  | 17 грудня 2007    | Лагос, Нігерія                             | Тверде   | Зузана Кучова         | 6–2, 6–0             |
| Runner-Up | 6.   | 26 січня 2009     | Laguna nigel, США                          | Тверде   | Алекса Ґлетч          | 1–6, 0–6             |
| Перемога  | 11.  | 16 березня 2009   | Ірапуато, Мексика                          | Тверде   | Natalia Rizhonkova    | 6–1, 7–5             |
| Перемога  | 12.  | 15 березня 2010   | Форт-Волтон-Біч, США                       | Тверде   | Софі Фергюсон         | 7–5, 7–5             |

### Парний розряд: 36 (20–16)
| Турніри $100,000 |
| Турніри $75,000  |
| Турніри $50,000  |
| Турніри $25,000  |
| Турніри $10,000  |

| Результат | Ранг | Дата             | Турнір                                       | Покриття | Партнер              | Опоненти in the final                          | Рахунок                 |
| Поразка   | 1.   | 11 червня 2000   | Преторія, ПАР                                | Тверде   | Carien Venter        | Наталі Грандін Ніколь Ренкен                   | 6–7(4–7), 2–6           |
| Перемога  | 2.   | 3 червня 2001    | Дурбан, ПАР                                  | Тверде   | Lara Van Rooyen      | Maretha Van Niekerk Karin Vermeulen            | 7–6(7–2), 6–0           |
| Перемога  | 3.   | 10 червня 2001   | Дурбан, ПАР                                  | Тверде   | Lara Van Rooyen      | Marcela Evangelista Летісія Собрал             | 6–2, 6–2                |
| Перемога  | 4.   | 24 червня 2001   | Алжир (місто), Алжир                         | Ґрунт    | Karin Vermeulen      | Evghenia Ablovatchi Ленка Тварошкова           | 7–6(7–2), 6–4           |
| Перемога  | 5.   | 1 липня 2001     | Алжир (місто), Алжир                         | Ґрунт    | Karin Vermeulen      | Isabel Collischonn Marnie Mahler               | 7–5, 6–2                |
| Поразка   | 6.   | 25 2002          | Маунт-Гамбір (Південна Австралія), Австралія | Тверде   | Jane O'Donoghue      | Daniella Dominikovic Evie Dominikovic          | w/o                     |
| Перемога  | 7.   | 30 березня 2003  | Рабат, Марокко                               | Ґрунт    | Даніела Клеменшиц    | Гелена Еєсон Helena Norfeldt                   | 6–3, 6–2                |
| Поразка   | 8.   | 28 лютого 2004   | Бенін-Сіті, Нігерія                          | Тверде   | Jennifer Schmidt     | Zuzana Cerna Franziska Etzel                   | 0–6, 7–5, 3–6           |
| Перемога  | 9.   | 7 березня 2004   | Бенін-Сіті, Нігерія                          | Тверде   | Alanna Broderick     | Zuzana Cerna Franziska Etzel                   | 6–2, 6–2                |
| Перемога  | 10.  | 11 квітня 2004   | Торре-дель-Греко, Італія                     | Ґрунт    | Йоланда Менс         | Мішелль Герардс Marielle Hoogland              | 6–3, 6–0                |
| Поразка   | 11.  | 9 жовтня 2004    | Лагос, Нігерія                               | Тверде   | Суріна Де Беер       | Шеллі Стефенс Саня Мірза                       | 1–6, 4–6                |
| Перемога  | 12.  | 16 жовтня 2004   | Лагос, Нігерія                               | Тверде   | Суріна Де Беер       | Шеллі Стефенс Саня Мірза                       | 6–0, 6–0                |
| Перемога  | 13.  | 3 грудня 2004    | Преторія, ПАР                                | Тверде   | Melissa Berry        | Karoline Borgersen Leonie Mekel                | 6–2, 3–6, 7–5           |
| Перемога  | 14.  | 15 січня 2006    | Тампа, США                                   | Тверде   | Aleke Tsoubanos      | Chan Chin-Wei Hsu Wen-hsin                     | 3–6, 7–6(7–4), 6–3      |
| Runner–up | 15.  | 22 Jan 2006      | Форт-Волтон-Біч, США                         | Тверде   | Зузана Кучова        | Морін Дрейк Владіміра Угліржова                | 6–2, 4–6, 5–7           |
| Поразка   | 16.  | 5 березня 2006   | Клірвотер, США                               | Тверде   | Наталі Грандін       | Келлі Лігган Ліна Станчюте                     | 3–6, 1–6                |
| Поразка   | 17.  | 9 квітня 2006    | Пелам (Алабама), США                         | Ґрунт    | Тіффані Дабек        | Лужанська Тетяна Романа Теджакусума            | 4–6, 1–6                |
| Перемога  | 18.  | 23 травня 2006   | Градо, Італія                                | Ґрунт    | Тіффані Дабек        | Мелін Андрійо Ніка Ожегович                    | 6–4, 4–6, 7–6           |
| Перемога  | 19.  | 12 червня 2006   | Горіція, Італія                              | Ґрунт    | Соледад Есперон      | Matilde Muñoz Gonzalves Сільвія Солер Еспіноза | 6–4, 6–3                |
| Поразка   | 20.  | 8 жовтня 2006    | Трой (Алабама), США                          | Тверде   | Нега Уберой          | Ніколь Кріз Ліенн Бейкер                       | 7–6(7–1), 5–7, 3–6      |
| Поразка   | 21.  | 29 жовтня 2006   | Огаста, США                                  | Тверде   | Нега Уберой          | Ніколь Кріз Ліенн Бейкер                       | 6–7(3–7), 1–6           |
| Поразка   | 22.  | 31 жовтня 2006   | Мехіко, Мексика                              | Тверде   | Марія Фернанда Алвеш | Марія Хосе Архері Летісія Собрал               | 3–6, 5–7                |
| Перемога  | 23.  | 6 березня 2007   | Толука-де-Лердо, Мексика                     | Тверде   | Кортні Негл          | Марія Ірігоєн Андреа Бенітес                   | 6–2, 1–6, 6–2           |
| Поразка   | 24.  | 13 березня 2007  | Мерида (Юкатан), Мексика                     | Тверде   | Робін Стівенсон      | Марія Фернанда Алвеш Ваніна Гарсія Сокол       | 3–6, 2–6                |
| Перемога  | 25.  | 20 березня 2007  | Коацакоалькос, Мексика                       | Тверде   | Робін Стівенсон      | Ліга Декмеєре Story Tweedie-Yates              | 6–2, 6–2                |
| Поразка   | 26.  | 29 квітня 2007   | Sea Island, США                              | Ґрунт    | Анда Перяну          | Ракель Копс-Джонс Лілія Остерло                | 5–7, 3–6                |
| Перемога  | 27.  | 13 жовтня 2007   | Сальтільйо, Мексика                          | Тверде   | Соледад Есперон      | Деббріх Фейс Leonie Mekel                      | 6–0, 6–4                |
| Перемога  | 28.  | 20 жовтня 2007   | Сан-Луїс-Потосі (штат), Мексика              | Тверде   | Деббріх Фейс         | Estefanía Craciún Бетіна Хосамі                | 6–1, 6–4                |
| Перемога  | 29.  | 15 грудня 2007   | Лагос, Нігерія                               | Тверде   | Kelly Anderson       | Ірина Бремон Агнеш Сатмарі                     | 0–6, 6–3, [10–8]        |
| Перемога  | 30.  | 22 грудня 2007   | Лагос, Нігерія                               | Тверде   | Kelly Anderson       | Ірина Бремон Агнеш Сатмарі                     | 1–6, 6–3, [10–6]        |
| Runner–up | 31.  | 21 березня 2008  | Нойда, Індія                                 | Тверде   | Kelly Anderson       | Теодора Мирчич Ленка Тварошкова                | 2–6, 7–6 (9–7) , [6–10] |
| Runner–up | 32.  | 18 травня 2008   | Сен-Годан (Верхня Гаронна), Франція          | Ґрунт    | Орелі Веді           | Сє Шувей Марі-Ев Пеллетьє                      | 4–6, 0–6                |
| Runner–up | 33.  | 21 березня 2009  | Ірапуато, Мексика                            | Тверде   | Соледад Есперон      | Хорхеліна Краверо Veronica Spiegel             | 1–6, 0–6                |
| Перемога  | 34.  | 17 травня 2009   | Сен-Годан (Верхня Гаронна), Франція          | Ґрунт    | Фудзівара Ріка       | Дате-Крумм Кіміко Сунь Тяньтянь                | 7–5, 6–4                |
| Перемога  | 35.  | 20 березня 2010  | Форт-Волтон-Біч, США                         | Тверде   | Юганна Ларссон       | Крістіна Фусано Кортні Негл                    | 2–6, 7–6, [10–7]        |
| Поразка   | 36.  | 1 листопада 2010 | Виноград, США                                | Тверде   | Джулія Дітті         | Аша Ролле Машона Вашінгтон                     | 7–5, 2–6, 2–6           |